# Athlītikī Enōsī Kition 2021-2022
Questa voce raccoglie le informazioni riguardanti l'Athlītikī Enōsī Kition nelle competizioni ufficiali della stagione 2021-2022.

## Rosa
| N. |                               | Ruolo | Calciatore              |
| -- | ----------------------------- | ----- | ----------------------- |
| 1  | Cuba (bandiera)               | P     | Christian Sánchez       |
| 2  | Inghilterra (bandiera)        | D     | Simranjit Thandi        |
| 6  | Spagna (bandiera)             | C     | Abraham González        |
| 7  | Portogallo (bandiera)         | C     | Gus Ledes               |
| 8  | Spagna (bandiera)             | A     | Acorán                  |
| 9  | Venezuela (bandiera)          | A     | José Romo               |
| 10 | Macedonia del Nord (bandiera) | A     | Ivan Tričkovski         |
| 11 | Francia (bandiera)            | A     | Imad Faraj              |
| 13 | Cipro (bandiera)              | P     | Dimitrios Stylianidis   |
| 14 | Spagna (bandiera)             | D     | Ángel García            |
| 15 | Croazia (bandiera)            | D     | Hrvoje Miličević        |
| 16 | Venezuela (bandiera)          | D     | Roberto Rosales         |
| 18 | Spagna (bandiera)             | D     | Mikel González          |
| 19 | Nigeria (bandiera)            | A     | Victor Olatunji         |
| 20 | Cipro (bandiera)              | A     | Konstantinos Anastasiou |
| 21 | Cipro (bandiera)              | D     | Nikos Englezou          |

| N. |                        | Ruolo | Calciatore          |
| -- | ---------------------- | ----- | ------------------- |
| 22 | Cipro (bandiera)       | C     | Theodosis Siathas   |
| 23 | Spagna (bandiera)      | C     | Javier Espinosa     |
| 24 | Cipro (bandiera)       | D     | Kypros Christoforou |
| 27 | Inghilterra (bandiera) | A     | Matt Derbyshire     |
| 29 | Cipro (bandiera)       | C     | Giorgos Naoum       |
| 30 | Spagna (bandiera)      | P     | Rubén Martínez      |
| 32 | Cipro (bandiera)       | C     | Giorgos Thomas      |
| 33 | Cipro (bandiera)       | A     | Antreas Makrīs      |
| 38 | Cipro (bandiera)       | P     | Ioakim Toumpas      |
| 44 | Serbia (bandiera)      | D     | Nenad Tomović       |
| 45 | Ungheria (bandiera)    | A     | Ádám Gyurcsó        |
| 66 | Cipro (bandiera)       | C     | Rafail Mamas        |
| 70 | Brasile (bandiera)     | A     | Thiago              |
| 77 | Cipro (bandiera)       | P     | Andreas Paraskevas  |
|    | Cipro (bandiera)       | C     | Antonis Martis      |
|    | Polonia (bandiera)     | C     | Jakub Łabojko       |